# 天神社 (春日井市勝川町)
座標: 北緯35度13分15秒 東経136度56分44秒 / 北緯35.22072度 東経136.94542度

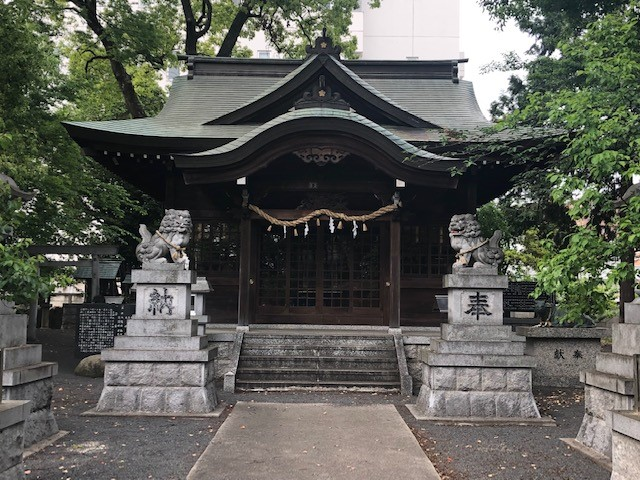
天神社拝殿

天神社（てんじんしゃ）は、愛知県春日井市勝川町に鎮座している神社。

## 概要
その名は、天神様（菅原道真公の神霊の総称）を祀っている神社の通称ともなっており、全国には1万5000社もあると言われている。古くから当社は勝川村の氏神として、人々の信仰を得ている神社である。

## 祭神
菅原道真公と天照皇大御神、菊理姫命、大山須美命、豊受皇大御神の5神。

## 歴史
昔、天神は「あまつかみ」と読まれており、「天より下る神」と区別した言葉であった。天神社の祭神である菅原道真公祀は、903年に太宰府神社に祀られている。
勝川の天神社は1313年の鎌倉時代末期、無盡禅師により高山村（現在の春日井市高山町）という所に創建され、そのあとに勝川に移された。1909年（明治42年）に当時の勝川地内に存在した神明社、州原神社、山神社、神明社の4神社を合祀した。
1715年から1924年（大正13年）までの間の10回ほどの修理が行われており、1992年（平成4年）4月、1996年（平成8年）5月に天神社建設委員会によって社殿の全面改築が行われ同年10月に完成した。
1970年（昭和45年）に制定された天神社奉賛会の会長、役員と評議員により、運営されている。

## 境内社
- 八幡社
- 春日社
- 厳島社

## 行事
- 1月1日 - 新年祭、厄抜神
- 1月15日 - どんど焼、学業祈願祭
- 4月上旬 - 春の大祭
- 4月下旬 - 評議会、総会
- 7月上旬 - 虫祭
- 10月10日 - 秋の大祭
- 11月23日 - 新嘗祭
- 12月30日 - 大祓、迎春準備

## 所在地
- 愛知県春日井市勝川町1丁目3-2

## 交通アクセス
- 名鉄小牧線 味美駅から徒歩で約12分[6]。
- 名古屋市営バス「幸心口」バス停から徒歩で約12分[6]。